# Lacedèmon
Lacedèmon (en grec antic Λακεδαίμων, Lakedaimon), fou un heroi mitològic, fill de Zeus i de Taígete. Va heretar el regne d'Esparta després de la mort del rei Eurotas. Va donar nom a la Lacedemònia, i la seva dona a la ciutat d'Esparta. Els seus fills van ser Amicles i Eurídice.